# Charles Pashayan

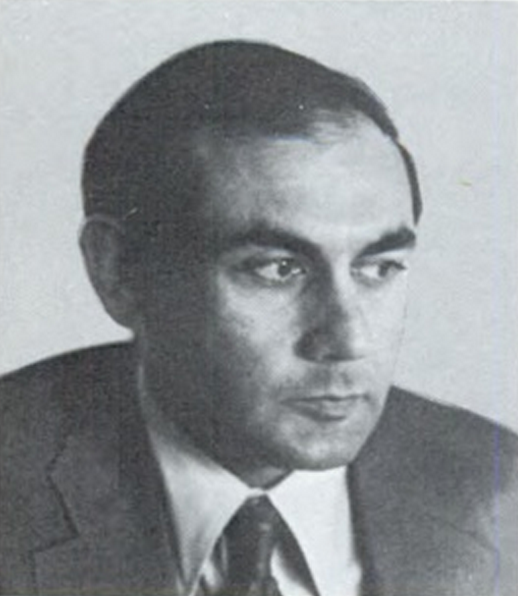
Charles Pashayan (1979)

Charles Pashayan Jr. (* 27. März 1941 in Fresno, Kalifornien) ist ein US-amerikanischer Politiker. Zwischen 1979 und 1991 vertrat er den Bundesstaat Kalifornien im US-Repräsentantenhaus.

## Werdegang
Charles Pashayan besuchte bis 1959 die Bullard High School und studierte danach bis 1963 am Pomona College in Claremont. Zwischen 1968 und 1970 war er zur Zeit des Vietnamkrieges Hauptmann in der US Army. Nach einem Jurastudium am Hastings College of the Law in San Francisco wurde er 1969 als Rechtsanwalt zugelassen. In den Jahren 1973 bis 1975 arbeitete er für das Bundesministerium für Gesundheit, Bildung und Wohlfahrt. 1977 ergänzte er seine eigene Ausbildung mit einem Studium an der University of Oxford in England.
Politisch schloss sich Pashayan der Republikanischen Partei an. Bei den Kongresswahlen des Jahres 1978 wurde er im 17. Wahlbezirk von Kalifornien in das US-Repräsentantenhaus in Washington, D.C. gewählt, wo er am 3. Januar 1979 die Nachfolge von John Hans Krebs antrat, den er bei der Wahl mit 54 Prozent der Stimmen geschlagen hatte. Nach fünf Wiederwahlen konnte er bis zum 3. Januar 1991 sechs Legislaturperioden im Kongress absolvieren. Im Jahr 1990 unterlag Pashayan dem Demokraten Cal Dooley. Nach dem Ende seiner Zeit im US-Repräsentantenhaus ist er politisch nicht mehr in Erscheinung getreten. Heute lebt er in seiner Geburtsstadt Fresno.